# Hector Pieterson

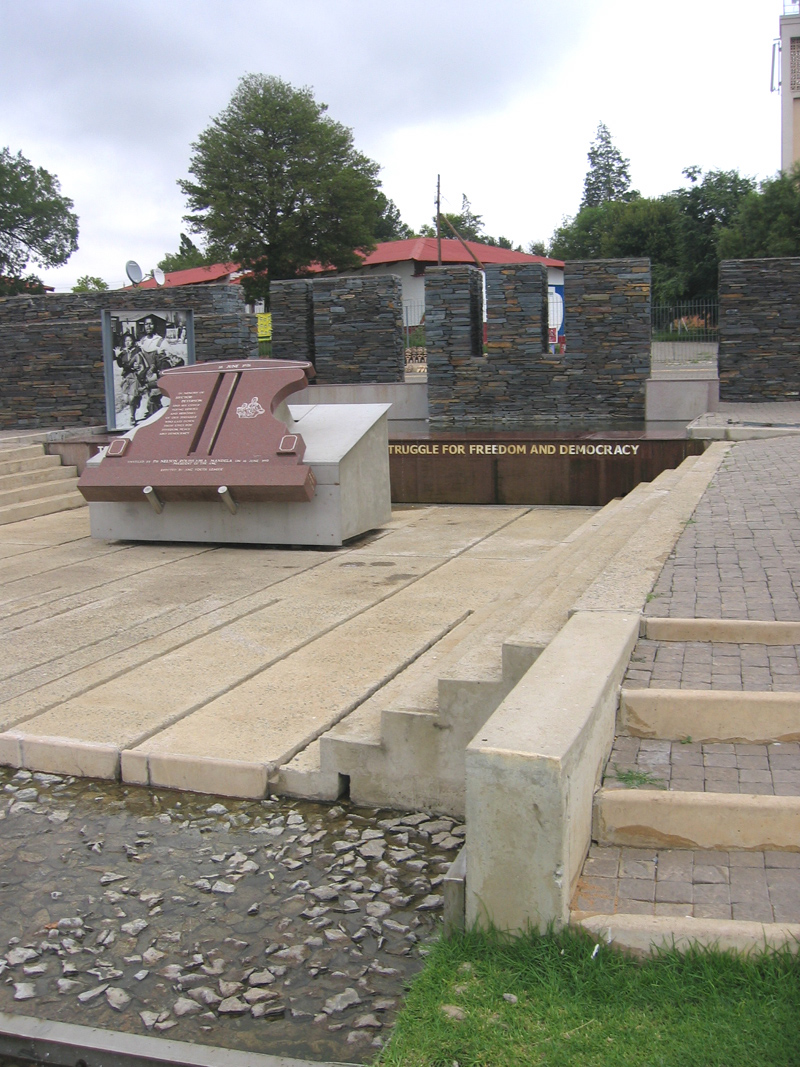
Das Hector Pieterson Memorial

Hector Pieterson (eigentlich Hector Pitso, andere Schreibweisen des Nachnamens sind Peterson, Pietersen und Petersen; * 19. August 1963 in Soweto, Südafrika; † 16. Juni 1976 ebenda) war ein südafrikanischer Schüler, der im Alter von zwölf Jahren bei einer Demonstration im Rahmen des Soweto-Aufstandes erschossen wurde. Sein eigentlicher Familienname war Pitso, doch um in dem von der Apartheid beherrschten Südafrika bessere Chancen zu haben, änderte die Familie ihren Namen in Pieterson.
Pieterson wurde am 16. Juni 1976 bei einer anfangs friedlichen Demonstration gegen die Einführung von Afrikaans als Unterrichtssprache an südafrikanischen Schulen von Polizisten erschossen. Das durch den Fotografen Sam Nzima gemachte Foto des sterbenden Hector in den Armen des Studenten Mbuyisa Makhubo sorgte weltweit für Aufsehen. Er wurde dadurch zur Symbolfigur eines Aufstandes der schwarzen Bevölkerung gegen das Apartheidsregime. Er wurde auf dem Avalon Cemetery beerdigt.
Bei den folgenden Auseinandersetzungen wurden insgesamt mehr als 550 Demonstranten – darunter viele Jugendliche – sowie Sicherheitskräfte getötet. Obwohl sich Bewohner zahlreicher Townships dem Aufstand anschlossen, wobei zahlreiche Schulen und andere öffentliche Gebäude zerstört wurden, gelang es der Polizei nach rund sechs Monaten, den Aufstand weitgehend niederzuschlagen.
Am 16. Juni 2002, seinem 26. Todestag, wurde in Sowetos Township Orlando das Hector-Pieterson-Museum eröffnet, das Geschehnisse rund um den Aufstand präsentiert und an dessen Opfer erinnern soll. Nelson Mandela weihte das vor dem Museum stehende Hector Pieterson Memorial ein.
In Berlin-Kreuzberg wurde eine Schule nach Hector Pieterson benannt.